# М110 (гаубица)
 Самоходната артилерийска гаубица М110 е серия самоходни артилерийски гаубици, произвеждани в САЩ и използвани в множество армии от НАТО (гръцка, испанска и турска) и други страни. Били са сред най-използваните в армията на САЩ.

## Характеристики
M110 има скорострелност 3 изстрела/минута. Има боекомплект от 150 снаряда, от които в машината се возят 2. Далекобойността ѝ е 20 000 м, а при стрелба с активно-реактивни снаряди – 30 000 м. Може да изстрелва и снаряди с ядрен заряд от 0,5/1/2 или 10 килотона.

## История
При разработката и е използвана британската 8-инчова (203 мм) гаубица, на въоръжение през Първата световна война.
Най-разпространената модификация е M110 A2.
На въоръжение е в американските сухопътни войски от 1963 г. Използвана е във Виетнамската война от американската армия и при операциите Пустинен щит и Пустинна буря от Британската армия.

## Снаряди
- M14 Dummy
- M106 HE
- M650 HE активно-реактивен
- M509 ICM
- M404 ICM
- M426 agent GB Зарин
- M422A1 (ядрен)

## На въоръжение в армиите на
- : Белгия между 1972 и 1993 г.
- : Египет.
- : Германия M110A2 до 1993.
- : Гърция (Greek Army) като M110A2.
- : Иран.
- : Израел.
- : Япония като M110A2.
- : Република Корея M110 до 2008.
- : Мароко като M110A2.
- : Пакистан.
- : Кралство Нидерландия M110A1 и M110A2, заменена от M109 през `90-те.
- : Испания като M110A2 до 2009 г.
- : Тайван като M110A2. [1]
- : Турция, заменя се M110A2 с T-155 Fırtına
- : Великобритания като M110A2. Използвана във Войната в залива.
- : САЩ